# Phyllospongia schulzei
Phyllospongia schulzei är en svampdjursart som beskrevs av Lendenfeld 1889. Phyllospongia schulzei ingår i släktet Phyllospongia och familjen Thorectidae.
Artens utbredningsområde är havet utanför Sydafrika. Inga underarter finns listade i Catalogue of Life.